# Ars Nova (groupe américain)
Pour les articles homonymes, voir Ars nova (homonymie).
Ars Nova est un groupe de rock progressif américain, originaire de New York. Les activités du groupe ne dure que deux ans, entre 1967 et 1969.

## Biographie
Le groupe compte deux albums. Le premier est un album homonyme, enregistré pour le label Elektra, sur lequel participent Day, Pierson, Maury Baker (orgue, percussions), Giovanni Papalia (guitare solo), Bill Folwell (trompette, basse, chant), et Jonathan Raskin (basse, guitare, chant). Le groupe est signé avec Elektra par Paul Rothchild, qui a produit l'album à Los Angeles, accompagné par Greg Copeland à l'écrit, publié en avril 1968. Cependant, le groupe se sépare après une performance avec The Doors au Fillmore East à la mi-1968, à la même période durant laquelle ils sont mis en avant par le magazine Life,,.
Day et Pierson formeront ensuite une nouvelle version du groupe, avec le guitariste Sam Brown, le trompettiste Jimmy Owens, le bassiste Art Koenig, le claviériste Warren Bernhardt et le batteur Joe Hunt. Ils enregistrent un second album, Sunshine and Shadows, qui est publié chez Atlantic en 1969.

## Discographie

### Albums studio
- 1968 : Ars Nova (avril)
- 1969 : Sunshine and Shadows (juin)

### Singles
- 1968 : Pavane for My Lady / Zarathustra (avril)
- 1968 : Fields of People / March of the Mad Duke's Circus (septembre)